# Кварелашвили, Гиви Георгиевич
Гиви Георгиевич Кварелашвили (груз. გივი ყვარელაშვილი; 5 сентября 1945, Тбилиси — июль 2011) — советский борец вольного стиля, чемпион и призёр чемпионатов СССР, победитель международных турниров. Увлёкся борьбой в 1960 году. Семь раз становился чемпионом Грузии. Участвовал в восьми чемпионатах СССР. В 1964 году выполнил норматив мастера спорта СССР, а в 1970 году — мастер спорта СССР международного класса. Заслуженный тренер Грузии (1975). Судья всесоюзной категории (1979).
Окончил Грузинский политехнический институт, Тбилисский государственный университет и Высшую академию МВД в Москве. Работал председателем Федерации борьбы Грузии. В 1994 году ему было присвоено звание генерал-майора полиции. В 1994—2000 годах работал председателем Пенитенциарного департамента Министерства внутренних дел Грузии. В 1996 году защитил кандидатскую диссертацию по теме «Проблема декриминализации поведения несовершеннолетних в условиях развития пенитенциарной системы». Кандидат юридических наук.

## Спортивные результаты
- Чемпионат СССР по вольной борьбе 1968 года — ;
- Чемпионат СССР по вольной борьбе 1970 года — ;
- Чемпионат СССР по вольной борьбе 1971 года — ;
- Вольная борьба на летней Спартакиаде народов СССР 1971 года — ;